# Kenny Acheson
Kenneth Henry „Kenny“ Acheson (* 27. November 1957 in Cookstown, Nordirland) ist ein ehemaliger britischer Automobilrennfahrer, der 1983 und 1985 für das Team RAM Racing in der Formel 1 fuhr.

## Karriere
Acheson erreichte nur in seinem ersten Rennen das Ziel. 1985 fuhr er als Ersatzmann für Manfred Winkelhock, der während der Saison tödlich verunglückt war. Zwischen 1988 und 1992 nahm er jedes Jahr für wechselnde Teams am 24-Stunden-Rennen von Le Mans teil. Während er sich in drei Jahren nicht für das Hauptrennen qualifizieren konnte, konnte Acheson dreimal das Rennen auf einem Podiumsplatz beenden; jeweils 2. Platz: 1989 mit Mauro Baldi und Gianfranco Brancatelli auf Sauber C9 und 1992 mit Masanori Sekiya und Pierre-Henri Raphanel auf Toyota TS010 sowie der 3. Platz 1991 mit Bob Wollek und Teo Fabi auf Silk Cut Jaguar.
Sein letztes Rennen bestritt er 1996 beim 24-Stunden-Rennen von Daytona, als er bei einem schweren Crash zwar unverletzt blieb, in der Folge aber seine Karriere beendete.

## Statistik

### Ergebnistabelle Formel-1-Weltmeisterschaftsläufe
| Jahr | Team | Fahrwerk     | Motor                        | 1   | 2   | 3   | 4   | 5   | 6   | 7   | 8   | 9       | 10      | 11      | 12      | 13      | 14      | 15     | 16  | WM | Punkte |
| ---- | ---- | ------------ | ---------------------------- | --- | --- | --- | --- | --- | --- | --- | --- | ------- | ------- | ------- | ------- | ------- | ------- | ------ | --- | -- | ------ |
| 1983 | RAM  | March-RAM 01 | Cosworth V8                  | BRA | USW | FRA | SMR | MON | BEL | USE | CAN | GBR DNQ | GER DNQ | AUT DNQ | NED DNQ | ITA DNQ | EUR DNQ | RSA 12 |     | –  | 0      |
| 1985 | RAM  | RAM 03       | Hart 4-Zylinder- Reihenmotor | BRA | POR | SMR | MON | CAN | USA | FRA | GBR | GER     | AUT DNF | NED DNQ | ITA DNF | BEL     | EUR     | RSA    | AUS | –  | 0      |

| Legende  | Legende            | Legende                                                          |
| Farbe    | Abkürzung          | Bedeutung                                                        |
| -------- | ------------------ | ---------------------------------------------------------------- |
| Gold     | –                  | Sieg                                                             |
| Silber   | –                  | 2. Platz                                                         |
| Bronze   | –                  | 3. Platz                                                         |
| Grün     | –                  | Platzierung in den Punkten                                       |
| Blau     | –                  | Klassifiziert außerhalb der Punkteränge                          |
| Violett  | DNF                | Rennen nicht beendet (did not finish)                            |
| Violett  | NC                 | nicht klassifiziert (not classified)                             |
| Rot      | DNQ                | nicht qualifiziert (did not qualify)                             |
| Rot      | DNPQ               | in Vorqualifikation gescheitert (did not pre-qualify)            |
| Schwarz  | DSQ                | disqualifiziert (disqualified)                                   |
| Weiß     | DNS                | nicht am Start (did not start)                                   |
| Weiß     | WD                 | zurückgezogen (withdrawn)                                        |
| Hellblau | PO                 | nur am Training teilgenommen (practiced only)                    |
| Hellblau | TD                 | Freitags-Testfahrer (test driver)                                |
| ohne     | DNP                | nicht am Training teilgenommen (did not practice)                |
| ohne     | INJ                | verletzt oder krank (injured)                                    |
| ohne     | EX                 | ausgeschlossen (excluded)                                        |
| ohne     | DNA                | nicht erschienen (did not arrive)                                |
| ohne     | C                  | Rennen abgesagt (cancelled)                                      |
| ohne     | keine WM-Teilnahme |                                                                  |
| sonstige | P/fett             | Pole-Position                                                    |
| sonstige | 1/2/3/4/5/6/7/8    | Punktplatzierung im Sprint-/Qualifikationsrennen                 |
| sonstige | SR/kursiv          | Schnellste Rennrunde                                             |
| sonstige | *                  | nicht im Ziel, aufgrund der zurückgelegten Distanz aber gewertet |
| sonstige | ()                 | Streichresultate                                                 |
| sonstige | unterstrichen      | Führender in der Gesamtwertung                                   |

### Le-Mans-Ergebnisse
| Jahr | Team                             | Fahrzeug     | Teamkollege        | Teamkollege            | Platzierung | Ausfallgrund     |
| ---- | -------------------------------- | ------------ | ------------------ | ---------------------- | ----------- | ---------------- |
| 1989 | Team Sauber Mercedes             | Sauber C9    | Mauro Baldi        | Gianfranco Brancatelli | Rang 2      |                  |
| 1990 | Nissan Motorsports International | Nissan R90CK | Olivier Grouillard | Martin Donnelly        | Ausfall     | Getriebeschaden  |
| 1991 | Silk Cut Jaguar                  | Jaguar XJR12 | Bob Wollek         | Teo Fabi               | Rang 3      |                  |
| 1992 | Toyota Team TOM’S                | Toyota TS010 | Masanori Sekiya    | Pierre-Henri Raphanel  | Rang 2      |                  |
| 1993 | Toyota Team TOM’S                | Toyota TS010 | Andy Wallace       | Pierre-Henri Raphanel  | Ausfall     | Getriebeschaden  |
| 1995 | SARD Co. Ltd.                    | Sard MC8-R   | Alain Ferté        | Tomiko Yoshikawa       | Ausfall     | Kupplungsschaden |

### Einzelergebnisse in der Sportwagen-Weltmeisterschaft
| Saison | Team                             | Rennwagen                | 1   | 2   | 3   | 4   | 5   | 6   | 7   | 8   | 9   | 10  | 11  |
| ------ | -------------------------------- | ------------------------ | --- | --- | --- | --- | --- | --- | --- | --- | --- | --- | --- |
| 1985   | Fitzpatrick Racing Lloyd Racing  | Porsche 956              | MUG | MON | SIL | LEM | HOK | MOS | SPA | BRH | FUJ | SEL |     |
| 1985   | Fitzpatrick Racing Lloyd Racing  | Porsche 956              |     | DNF |     |     |     |     |     |     | DNF |     |     |
| 1986   | Team Ikuzawa                     | Tom’s 86C                | MON | SIL | LEM | NÜN | BRH | JER | NÜR | SPA | FUJ |     |     |
| 1986   | Team Ikuzawa                     | Tom’s 86C                |     |     |     |     |     | DNF |     |     |     |     |     |
| 1987   | Advan Alpha Nova                 | Porsche 962              | JAR | JER | MON | SIL | LEM | NÜN | BRH | NÜR | SPA | FUJ |     |
| 1987   | Advan Alpha Nova                 | Porsche 962              |     |     |     |     |     |     | 11  |     |     |     |     |
| 1988   | Sauber Motorsport                | Sauber C9                | JER | JAR | MON | SIL | LEM | BRÜ | BRH | NÜR | SPA | FUJ | SAN |
| 1988   | Sauber Motorsport                | Sauber C9                |     |     |     |     |     |     | 5   |     |     |     |     |
| 1989   | Sauber Motorsport                | Sauber C9                | SUZ | DIJ | JAR | BRH | NÜR | DON | SPA | MEX |     |     |     |
| 1989   | Sauber Motorsport                | Sauber C9                | 2   | 3   | 5   | 1   | 2   | 2   | 1   | DNF |     |     |     |
| 1990   | Nissan Motorsports International | Nissan R89C Nissan R90CK | SUZ | MON | SIL | SPA | DIJ | NÜR | DON | MOT | MEX |     |     |
| 1990   | Nissan Motorsports International | Nissan R89C Nissan R90CK | DNF | 7   | DNF | 3   | 21  | 9   | 4   | 5   | 4   |     |     |
| 1991   | Jaguar Cars                      | Jaguar XJR-12            | SUZ | MON | SIL | LEM | NÜR | MAG | MEX | AUT |     |     |     |
| 1991   | Jaguar Cars                      | Jaguar XJR-12            | 3   |     |     |     |     |     |     |     |     |     |     |
| 1992   | Toyota Team TOM’S                | Toyota TS010             | MON | SIL | LEM | DON | SUZ | MAG |     |     |     |     |     |
| 1992   | Toyota Team TOM’S                | Toyota TS010             |     |     | 2   |     | DNF |     |     |     |     |     |     |